# Субботін Серафим Іванович
Субботін Серафим (3 травня 1906, Казань — 16 січня 1976, Київ) — український радянський учений-геофізик, фахівець з вивчення глибинної будови земної кори і верхньої мантії методом гравіметрії, академік АН УРСР (з 1961 року), доктор геолого-мінералогічних наук (з 1955 року), професор (з 1956 року), заслужений діяч науки і техніки УРСР (з 1966 року), лауреат Державної премії УРСР в галузі науки і техніки (1972) і
премії імені В. І. Вернадського АН УРСР (1976).

## Біографія
Народився 3 травня 1906 року в Казані. В 1931 році закінчив астрономо-геофізичне відділення фізико-математичного факультету Казанського державного університету. З 1931 по 1945 рік працював технічним керівником, старшим інженером, інженером-геофізиком у польових партіях Українського геологічного управління, Українського і Середньоволзького відділення Державного союзного геофізичного тресту Наркомнафти СРСР.
У 1945 році перейшов працювати в АН УРСР. У квітні 1945 року захистив кандидатську дисертацію. Цього ж року він переїжджає до
Львова у складі відділу геофізики Інституту геологічних наук АН УРСР. З утворенням Інституту корисних копалин в 1951 році, працює там старшим науковим співробітником, завідувачем відділу геофізики, заступником директора інституту. У 1955 році захистив докторську дисертацію представленою на тему «Глубинное строение Советских Карпат и прилегающих территорий по данным геофизических исследований».
В 1960 році у Києві було створено Інститут геофізики АН УРСР, директором якого було призначено С. І. Суботіна. Відтоді і до останніх днів життя він очолював, розбудовував і вдосконалював усі ланки геофізичної науки в цьому інституті.
Помер 16 січня 1976 року. Похований в Києві на Байковому кладовищі.

## Наукова і педагогічна діяльність
Основним напрямом наукової діяльності вченого були дослідження у галузі гравіметрії. Завдяки узагальненню багаторічних гравіметричних зйомок у різних регіонах України, які викладені у праці «Аномальні сили ваги України та їх інтерпретація» (1945), вчений одержав цінний матеріал про геологічну будову Дніпровсько-Донецької западини та поширення залізорудних формацій Великого Кривого Рога. Крім розв'язання низки теоретичних питань гравіметрії у такій праці вченого і його співробітників як «Гравиметрические исследования строения земной коры и верхней мантии» (1979) зроблено глибокий аналіз сучасного стану будови земної кори і верхньої мантії за гравіметричними даними густинних моделей.
Важливе народногосподарське значення для відбудови й розширення енергетичної бази західних областей України має монографія С. І. Субботіна «Глубинное строение Советских Карпат и прилегающих территорий по данным геофизических исследований» (1955). У ній висвітлена проблема вертикальних рухів земної кори в процесі стику й розширення підкорових мас.
Професор С. І. Субботін значну увагу приділяв вихованню молодих геофізиків. У 1945—1950 роках він працював доцентом Львівського державного університету, а у 1950—1956 — доцентом Львівського політехнічного інституту.
З 1956 по 1959 рік був професором Львівського держуніверситету. Складні питання геофізичних досліджень Землі вчений намагався донести до широкого загалу шляхом публікації таких науково-популярних видань як:
- «Планета розповідає. До проблем геофізики» (1965);
- «Кора і мантія Землі» (1966);
- «Погляд у глиб планети» (1968);
- «Нове про глибинну будову Землі» (1970);
- «Планета загадок і про явища, що відбуваються в земній корі» (1971) та багато інших.

Він часто виступав із доповідями в наукових установах і виробничих організаціях, на сторінках газет і журналів. Його глибоко змістовні лекції про глибинну будову Землі слухали у 14 кранах Європи, Азії, Америки й Австралії.

## Пам'ять

меморіальна дошка

За великі заслуги перед вітчизняною геофізичною науковою й високу оцінку особистих якостей його ім'я у 1978 році було присвоєно Інституту
геофізики АН УРСР на будівлі якого 13 липня 1981 року встановлено меморіальну дошку (бронза; бюст; скульптор М. П. Рапай, архітектор А. Ф. Ігнащенко).
В 1998 році у НАН України було засновано премію імені С. І. Субботіна.